# Prueba de Stroop emocional
En psicología, la tarea Stroop emocional es usada como un enfoque de procesamiento de la información para evaluar emociones. Relacionada con el efecto Stroop estándar. La prueba de Stroop trabaja examinando el tiempo de respuesta del participante para nombrar colores de palabras emocionales negativas. Por ejemplo, los participantes depresivos serán más lentos para decir el color de palabras deprimentes a comparación de las palabras no deprimentes. Sujetos no clínicos han también demostrado que se nombra el color de una palabra emocional (“guerra”, cáncer”, “matar”) más lento que nombrando el color de una palabra neutral (p. ej.,“reloj”, “ascensor”, “ventoso”).
Mientras que la prueba de Stroop emocional y el clásico efecto Stroop provocan resultados conductuales similares (un retardo en el tiempo de respuesta a las palabras coloreadas), estas pruebas abordan diferentes mecanismos de interferencia. La prueba clásica de Stroop emocional crea un conflicto entre un color incongruente y una palabra (la palabra “rojo” enfrente de un color azul) pero el emocional Stroop involucra sólo lo emocional y palabras neutrales -el color no afecta la lentitud porque no hay conflicto con el significado de la palabra. En otras palabras, los estudios demuestran los mismos efectos de retardo/lentitud para palabras emocionales relativas a neutras incluso si todas las palabras son negras. Así, el Stroop emocional no involucra un efecto de conflicto entre el significado de la palabra y el color del texto, pero aparece para captar la atención y el tiempo de respuesta lento debido a la relevancia emocional de la palabra para el individuo. La prueba de Stroop emocional ha sido usada ampliamente en estudios clínicos usando palabras emocionales relacionadas con las áreas particulares de preocupación del individuo, como palabras relacionadas con el alcohol para alguien que es alcohólico, o palabras involucrando una fobia en particular de alguien con ansiedad o trastornos fóbicos. Ambas pruebas de Stroop emocional tanto clásicas como emocionales, involucran la necesidad de contener respuestas para distraer la información de la palabra, mientras mantiene selectivamente la atención en el color de la palabra para completar la tarea.